# Кэри, Иэн
Иэн Кэ́ри (англ. Ian Carey, 13 сентября 1975, Ханкок, Мэриленд, США — 20 августа 2021, Майами, Флорида, США) — американский диджей и музыкальный продюсер, игравший музыку в стиле хаус, автор текстов песен.

## Биография
Иэн вырос в маленьком американском городке штата Мэриленд, в двух часах езды от Вашингтона. Ещё будучи ребёнком он полюбил музыку всем сердцем, большое влияние на это оказали его родители — музыкальный продюсер-отец и мать, профессионально владеющая игрой на гитаре.
Имея хорошие отметки в школе, Иэн с блеском окончил колледж и поступил в Университет Мэриленда в Балтиморе. Именно там он открыл для себя клубную музыку.
Иэн быстро оброс в Балтиморе связями в хип-хоп сообществе, так как его второй страстью — граффити, пользовались в этих кругах. В первые годы своего диджейства он играл хип-хоп в балтиморском клубе Midnight. Помимо этого, он подрабатывал в местном магазине менеджером продаж.
В 2003 году Иэн перебрался в Нидерланды и окончательно перешёл на хаус-диджеинг. С того времени он занимался работой над разными проектами и именами. Также огромное количество времени он тратил на создание ремиксов. Но наибольший успех музыканту принёс сингл-продакшн под собственным именем. В 2005 году он выпустил свой первый хит-сингл — «Say What You Want», добравшийся до 56 места в национальном чарте Великобритании. В 2008 году вышла самая известная работа Иэна — «Get Shaky», ставшая двойной платиновой в Австралии, золотой в Новой Зеландии и попавшая в десятку национальных чартов Великобритании, Бельгии и других стран. Также композиция выиграла в номинации «лучшее танцевальное видео» на MTV Australia Awards 2009.
Иэн гастролировал в таких странах, как Швейцария, Италия, Швеция, Финляндия, Латвия, Польша, Украина, Австрия, Великобритания, Испания, Канада и США. Помимо концертной деятельности, он успел стать частью мультимедийной компании Элан Медиа, включающей в себя Элан Рогъю и Элан Блю Рекордингс.
Помимо записей под своим псевдонимом, Иэн сочинял и продюсировал треки для других проектов — Soul Providers и Saturated Soul. Одной из песен, сочиненных для первого является «Rise», ставшая популярной в Европе и США, получив золотой статус в Великобритании.
Умер вечером 19 августа 2021 года в возрасте 45 лет при невыясненных обстоятельствах..

## Дискография

### Синглы
- 2002: «The Mobtown Sound»
- 2003: «It’s Alright» / «Party Time»
- 2004: «Drop Da Vibe» (feat. DJ Jani & MC Gee)
- 2004: «Nonstop»
- 2004: «Got To Release»
- 2005: «Give Up The Funk»
- 2005: «The Power»
- 2005: «Prince Uptown»
- 2005: «Say What You Want» (feat. Mochico)
- 2006: «Lose Control»
- 2007: «Keep On Rising» (feat. Michelle Shellers)
- 2007: «Love Won’t Wait»
- 2008: «Redlight»
- 2008: «Get Shaky»
- 2009: «SOS»
- 2009: «Shot Caller»
- 2011: «Last Night» (feat. Snoop Dogg and Bobby Anthony)
- 2012: «Amnesia» (feat. Timbaland, Rosette & Brasco)

### Позиции в чартах
| Название                                                                       | Год  | Наивысшее место | Наивысшее место | Наивысшее место | Наивысшее место | Наивысшее место | Наивысшее место | Наивысшее место | Наивысшее место | Наивысшее место | Наивысшее место | Наивысшее место | Сертификация                             | Альбом            |
| Название                                                                       | Год  | AUS             | AUT             | BEL             | CAN             | FRA             | GER             | IRE             | NDL             | NZ              | SWI             | UK              | Сертификация                             | Альбом            |
| ------------------------------------------------------------------------------ | ---- | --------------- | --------------- | --------------- | --------------- | --------------- | --------------- | --------------- | --------------- | --------------- | --------------- | --------------- | ---------------------------------------- | ----------------- |
| «The Mobtown Sound»                                                            | 2002 | -               | -               | -               | -               | -               | -               | -               | -               | -               | -               | —               |                                          | Non-album singles |
| «It’s Alright / Party Time»                                                    | 2003 | -               | -               | -               | -               | -               | -               | -               | -               | -               | -               | —               |                                          | Non-album singles |
| «Non-Stop»                                                                     | 2004 | -               | -               | -               | -               | -               | -               | -               | -               | -               | -               | —               |                                          | Non-album singles |
| «Drop Da Vibe» (with DJ Jani featuring MC Gee)                                 | 2004 | -               | -               | -               | -               | -               | -               | -               | -               | -               | -               | —               |                                          | Non-album singles |
| «Give Up the Funk»                                                             | 2005 | -               | -               | -               | -               | -               | -               | -               | -               | -               | -               | —               |                                          | Non-album singles |
| «The Power»                                                                    | 2005 | -               | -               | -               | -               | -               | -               | -               | -               | -               | -               | 103             |                                          | Non-album singles |
| «Say What You Want» (with Mochico featuring Miss Bunty)                        | 2005 | -               | -               | -               | -               | -               | -               | -               | 96              | -               | -               | —               |                                          | Non-album singles |
| «Lose Control»                                                                 | 2006 | -               | -               | -               | -               | -               | —               | -               | -               | -               | -               | —               |                                          | Non-album singles |
| «Keep on Rising» (featuring Michelle Shellers)                                 | 2007 | -               | -               | -               | -               | -               | -               | -               | 16              | -               | -               | —               |                                          | Non-album singles |
| «Love Won’t Wait»                                                              | 2007 | -               | -               | -               | -               | -               | -               | -               | -               | -               | -               | —               |                                          | Non-album singles |
| «Get Shaky»                                                                    | 2008 | 2               | 33              | 57              | -               | -               | 46              | 9               | 54              | 7               | 59              | 9               | - AUS: 2× Platinum - NZ: Gold - UK: Gold | Non-album singles |
| «Redlight»                                                                     | 2008 | -               | -               | -               | -               | -               | -               | -               | 28              | -               | -               | —               |                                          | Non-album singles |
| «SOS»                                                                          | 2009 | -               | -               | -               | -               | -               | -               | -               | -               | -               | -               | —               |                                          | Non-album singles |
| «Shot Caller»                                                                  | 2009 | 61              | -               | -               | -               | -               | -               | -               | -               | -               | -               | —               |                                          | Non-album singles |
| «Let Loose» (featuring Mandy Ventrice)                                         | 2010 | -               | -               | -               | -               | -               | -               | -               | -               | -               | -               | —               |                                          | Non-album singles |
| «Last Night» (featuring Snoop Dogg and Bobby Anthony)                          | 2011 | 15              | -               | -               | 24              | -               | -               | -               | 77              | -               | -               | —               | - AUS: Platinum - CAN: Gold              | Non-album singles |
| «Amnesia» (with Розетт featuring Timbaland and Brasco)                         | 2012 | 60              | -               | 109             | 34              | 113             | —               | -               | 72              | -               | -               | —               | - CAN: Gold                              | Non-album singles |
| «—» denotes a title that did not chart, or was not released in that territory. |      |                 |                 |                 |                 |                 |                 |                 |                 |                 |                 |                 |                                          |                   |